# Министерство по делам климата и промышленности Швеции
Министерство предпринимательства, энергетики и связи (Швеция) отвечает за развитие предпринимательства и конкуренции, электронной связи, энергетики, лесного хозяйства, информационных технологий, почтовой связи, добывающей промышленности, исследований и разработок, государственных корпораций, туризма и транспорта. Общая численность штатных сотрудников составляет 300 человек.

## Агентства
- Шведское управление охраны труда
- Шведский национальный институт трудовой жизни
- Шведская службы занятости
- Шведская национальная железнодорожная администрация
- Шведский национальный совет по безопасности электрических сетей
- Шведское национальное агентство по развитию сёл
- Шведский омбудсмен по равным возможностям
- Шведское управление по конкуренции
- Шведское национальное агентство общественного транспорта
- Шведский национальный космический совет
- Шведский национальный совет по лесному хозяйству
- Шведское энергетическое агентство
- Шведское туристическое управление
- Шведское агентство инновационных систем
- Шведское Агентство по развитию бизнеса
- Шведский национальный совет по промышленному и технологическому развитию
- Шведская Дорожная Администрация

### Предприятия
- Шведская администрация гражданской авиации
- Шведская морская администрация

### Суд
- Шведский Патентный суд